# میتیلا پالکار
میتیلا پالکار (انگلیسی: Mithila Palkar؛ زادهٔ ۱۹۹۳/۱۹۹۲) بازیگر هندی است که به خاطر نقش آفرینی در سریال تلویزیونی دختری در شهر و چیزهای کوچک برای شرکت نتفلیکس، معروف است.

## فیلم‌شناسی
| سال  | نام فیلم           | نقش               | زبان    | نکات      | مرجع. |
| ---- | ------------------ | ----------------- | ------- | --------- | ----- |
| ۲۰۱۵ | کتی باتی           | کویال کابرا       | هندی    |           |       |
| ۲۰۱۸ | کاروان             | تانیا             | هندی    |           | [ ۲ ] |
| ۲۰۱۹ | چوب غذاخوری        | نیرما             | هندی    |           |       |
| ۲۰۲۰ | راهنمای شکار هیولا | پرستار بچه از هند | انگلیسی | نقش کوتاه |       |
| ۲۰۲۱ | تریبونگا           | ماشا              | هندی    |           | [ ۳ ] |
| ۲۰۲۲ | اوه خدای من        | آنو پاولراج       | تالیوود |           | [ ۴ ] |